# Mattias Ekström
Bengt Mattias Ekström (* 14. Juli 1978 in Falun) ist ein schwedischer Automobilrennfahrer. Er ist der Sohn des in den 1980er- und 1990er-Jahren aktiven Rallycross-Fahrers Bengt Ekström (1953–2022).
Ekström war von 1997 bis 2000 in der STCC aktiv und erzielte dort 1999 den Meistertitel. Er startete von 2001 bis 2017 in der DTM und gewann dort 2004 und 2007 die Meisterschaft. Von 2013 bis 2018 startete er in der FIA World Rallycross Championship und wurde mit seinem Team EKS RX 2016 Weltmeister in der Fahrer- und Teamwertung.

## Karriere

### Anfänge im Motorsport (1993–1996)
Ekström begann seine Rennsportkarriere 1993 in der schwedischen Kartmeisterschaft. Er war bis 1994 im Kartsport aktiv. Parallel dazu debütierte er 1994 im Tourenwagensport und trat im schwedischen Renault-5-Turbo-Cup an. Nachdem er 1995 Vizemeister geworden war, entschied er die Meisterschaft 1996 für sich.

### STCC (1997–2000)
1997 wechselte Ekström in die Swedish Touring Car Championship (STCC). Er pilotierte einen Volvo 850 GLT im Troberg-Rydell Junior Team. Er gewann vier von zwölf Rennen und wurde Vizemeister hinter Jan Nilsson, der die restlichen Rennen für sich entschied. Ekström war in diesem Jahr der beste Neueinsteiger. 1998 blieb er bei seinem Team, das in dieser Saison einen Ford Mondeo Ghia einsetzte. Er erzielte vier Podest-Platzierungen und schloss die Saison auf dem achten Platz in der Fahrerwertung ab.
1999 wechselte Ekström innerhalb der STCC zu Kristoffersson Motorsport, dem Team des Ex-Rallycross-Fahrers Tommy Kristoffersson, und erhielt einen Audi A4 quattro. Er beendete vier von sechzehn Rennen auf dem ersten Platz und gewann den Meistertitel mit 215 zu 209 Punkten vor Fredrik Ekblom. Darüber hinaus trat er in dieser Saison für sein Team zu zwei Rennen der deutschen Super-Tourenwagen-Meisterschaft an. 2000 bestritt Ekström seine vierte STCC-Saison für das Volvo S40 Racing Team Sweden in einem Volvo S40. Er entschied drei Rennen für sich und stand insgesamt bei zehn von sechzehn Rennen auf dem Podium. In der Fahrerwertung schloss er die Saison auf dem dritten Platz ab.

### DTM (2001–2017)
2001 wechselte Ekström zu Abt Sportsline in die DTM und erhielt einen Abt-Audi TT-R. Er stieg zum zweiten Rennen in die Meisterschaft ein und beendete sechs von neun Rennen in den Punkterängen. Dabei erzielte er mit einem dritten Platz auch eine Podest-Platzierung. Die Saison schloss er auf dem achten Platz der Meisterschaft ab. 2002 stand Ekström insgesamt sechs Mal auf dem Podium und erzielte in Zandvoort seinen ersten DTM-Sieg. Als zweitbester Audi-Pilot nach dem Meister Laurent Aïello schloss er die Meisterschaft auf dem dritten Rang ab. In seiner dritten DTM-Saison erzielte Ekström bei jedem Rennen, das er beendete, Punkte. Für einen Sieg reichte es in dieser Saison allerdings nicht. Mit vier Podest-Platzierungen wurde er als bester Abt-Audi-Pilot Vierter in der Meisterschaft.

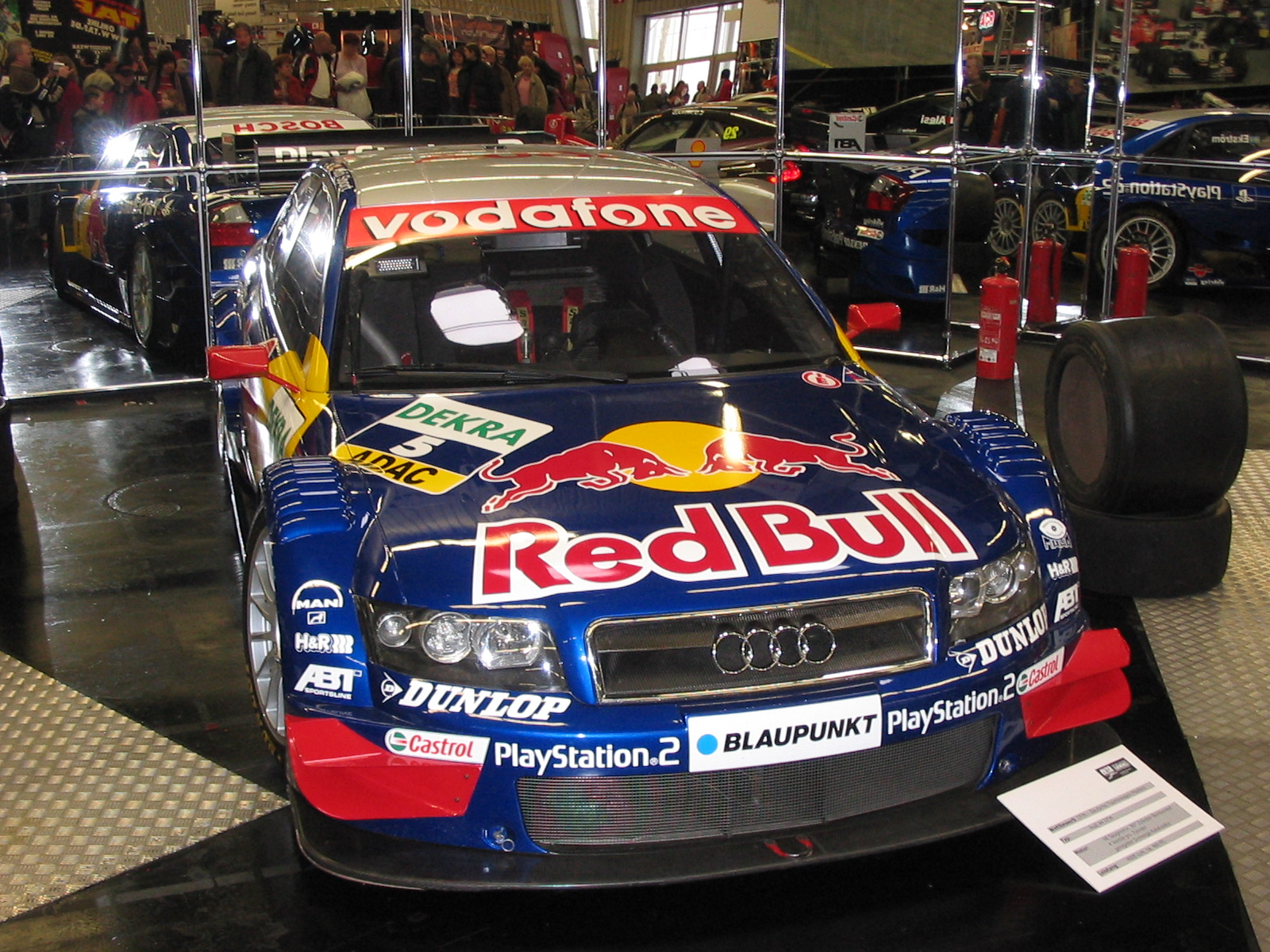
Ekströms Siegerfahrzeug, der Audi A4 DTM, aus dem Jahr 2004

Zum werksseitigen Einstieg von Audi in die DTM blieb Ekström 2004 bei Abt Sportsline. Er gewann die Rennen in Adria, Klettwitz, Zandvoort und Brünn und entschied die Meisterschaft mit 74 zu 57 Punkten vor Mercedes-Pilot Gary Paffett für sich. Darüber hinaus nahm Ekström in dieser Saison am 24-Stunden-Rennen auf dem Nürburgring teil und wurde Achter. 2005 hatte Ekström mit Siegen in Brünn, Nürburg und Klettwitz bis zum letzten Rennen Titelchancen. Schlussendlich unterlag er allerdings Paffett mit 71 zu 84 Punkten und wurde als bester Audi-Pilot Vizemeister. 2006 gelang es Ekström nicht, an die Erfolge aus den vorherigen Saisons anzuknüpfen. Sein Sieg in Brands Hatch stellte auch seine einzige Podest-Platzierung dieser Saison da. Im Gesamtklassement war er als Achter der schlechteste Pilot von Abt Sportsline.

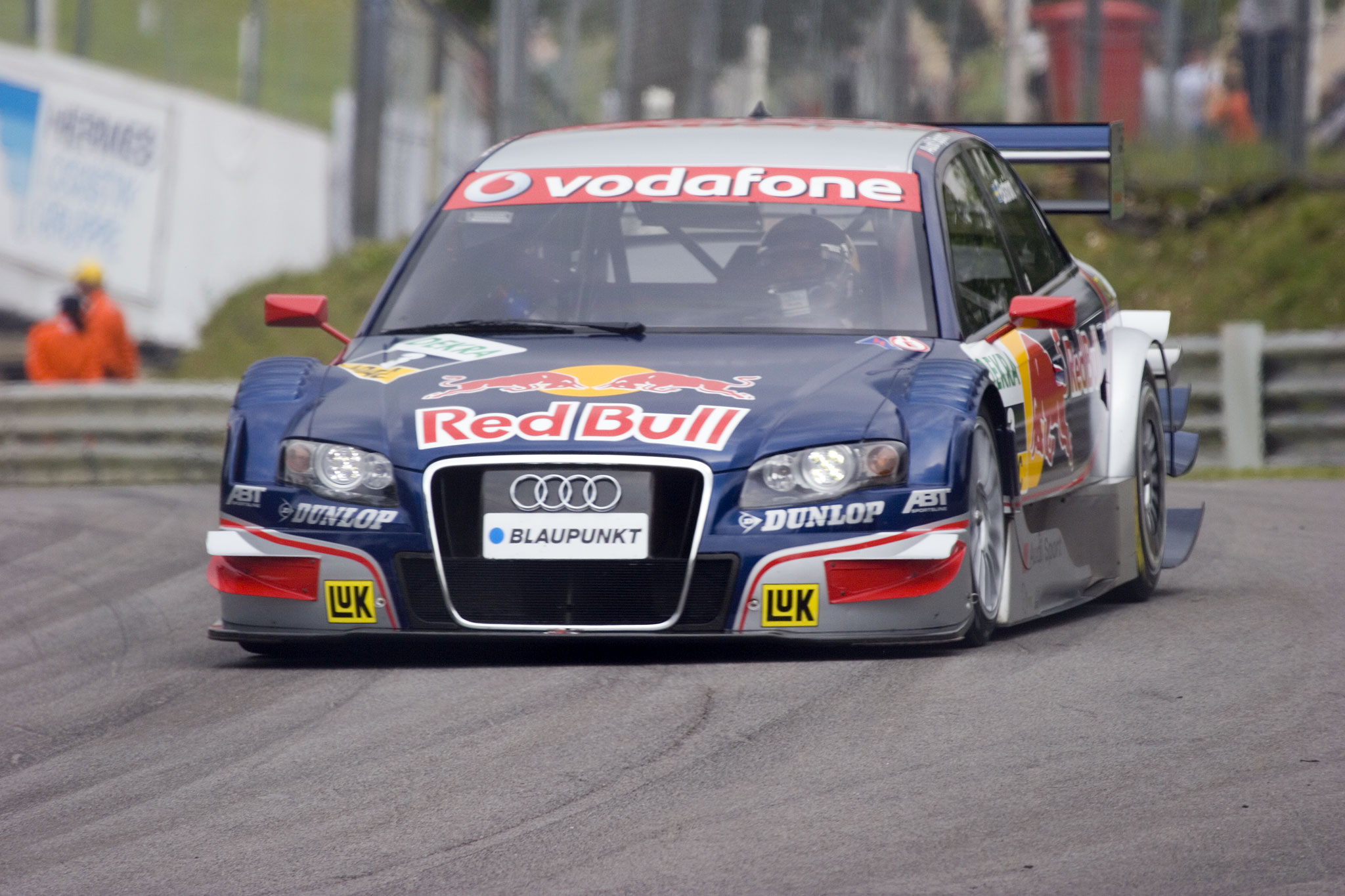
Ekström 2007 in Brands Hatch auf dem Weg zu seinem zweiten DTM-Meistertitel

2007 startete Ekström mit einem Sieg auf dem Hockenheimring in die Saison. Obwohl im weiteren Saisonverlauf kein weiterer Sieg folgte, entschied Ekström den Meistertitel mit sechs weiteren Podest-Platzierungen für sich. Dabei setzte er sich mit 50 zu 47 Punkten gegen Mercedes-Pilot Bruno Spengler durch. 2008 gewann Ekström erneut den Saisonauftakt in Hockenheim. Anschließend folgten zwei weitere Siege bei den DTM-Rennen in Zandvoort und Le Mans. Während sein Teamkollege Timo Scheider den Meistertitel gewann, wurde Ekström Dritter in der Fahrerwertung. 2009 blieb Ekström ohne Sieg. Mit fünf Podest-Platzierungen, die er bei aufeinander folgenden Rennen erzielte, schloss er die Saison auf dem fünften Gesamtrang ab. Hinter Scheider war er erneut der zweitbeste Pilot seines Teams. Darüber hinaus absolvierte er in einem Porsche 997 GT3 RSR einen Gaststart bei der VLN Langstreckenmeisterschaft Nürburgring, bei der er die Pole-Position erzielte, im Rennen aber ausfiel. Außerdem trat er ein weiteres Mal zum 24-h-Rennen Nürburgring an. In einem Audi R8 LMS startend wurde sein Team 23. in der Gesamtwertung.
2010 bestritt Ekström seine zehnte DTM-Saison für Abt Sportsline. Er wurde teamintern erneut von Scheider, der Vierter wurde, geschlagen und beendete die Saison mit einem Sieg in Valencia auf dem fünften Platz in der Meisterschaft. Darüber hinaus debütierte Ekström 2010 im NASCAR Sprint Cup. Für das Red Bull Racing Team trat er in einem Toyota zu zwei Rennen an. Seine beste Platzierung dabei war ein 21. Platz. Außerdem nahm er an einem Rennen der NASCAR K&N Pro Series West teil. 2011 begann Ekström die DTM-Saison mit einem zweiten Platz. Nach vier Rennen ohne Podest-Platzierung folgte auf dem Nürburgring sein erster Saisonsieg. Zwei Rennen später in Oschersleben folgte ein weiterer Sieg. Bei dem Regenrennen fuhr er einen Vorsprung von über 40 Sekunden heraus. Beim darauf folgenden Rennen in Valencia erzielte er seinen dritten Saisonsieg. Die Saison beendete er als bester Abt-Pilot auf dem zweiten Platz in der Meisterschaft hinter seinem Markenkollegen Tomczyk. Außerdem startete er in der Blancpain Endurance Series zu einem Rennen in der GT3-Pro-Wertung und gewann dieses.
2012 erhielt Ekström in der DTM mit dem Audi A5 DTM ein neues Fahrzeug. Er blieb weiterhin bei Abt Sportsline. Ekström erzielte drei dritte Plätze, ein Sieg gelang ihm nicht. Als bester Abt-Pilot schloss er die Saison als Sechster der Fahrerwertung ab. Darüber hinaus gewann er ein DTM-Showrennen im Olympiastadion München. 2013 absolviert Ekström seine 13. DTM-Saison für Abt. Beim Rennen auf dem Norisring kam er auf dem ersten Platz ins Ziel. Weil ihm von seinem Vater im Parc Fermé Wasser in die Tasche seines Rennanzuges geschüttet worden war, wurde er nach dem Rennen wegen eines Bruchs der Parc-Fermé-Regeln disqualifiziert. Ein Rennen später auf dem Moscow Raceway wurde er Zweiter. Am Saisonende lag Ekström als bester Abt-Fahrer auf dem siebten Gesamtrang. 2014 blieb Ekström ein weiteres Mal bei Abt in der DTM. Mit einem zweiten Platz in Hockenheim startete er in die Saison. Die letzten beiden Saisonrennen in Zandvoort und Hockenheim gewann er. Die Meisterschaft schloss er auf dem zweiten Platz ab.
2015 ging Ekström weiterhin für Abt in der DTM an den Start. Er wählte die 5 als seine Startnummer. Beim Saisonauftakt in Hockenheim gewann er das zweite Rennen. Auch beim fünften Rennwochenende in Spielberg entschied Ekström das zweite Rennen für sich. Ekström beendete die Saison auf dem dritten Gesamtrang. Er war der beste Abt-Fahrer, unterlag jedoch Audi-intern Jamie Green mit 147 zu 150 Punkten. In der DTM-Saison 2016 trat Ekström erneut für Abt an. Er gewann ein Rennen in Mogyoród. Da er in dem Jahr zudem im Rallycross-Sport aktiv war, ließ er zwei Rennen aus. Es waren die ersten DTM-Rennen, die Ekström seit seinem Debüt 2001 verpasste. In der Gesamtwertung erreichte er den siebten Platz.

### Rallyesport
Parallel zur DTM ist Ekström auch sporadisch im Rallyesport aktiv. Bei der Rallye Schweden und der Rallye Katalonien 2004 wurde er Gesamtsieger der Gruppe N.

### Race of Champions

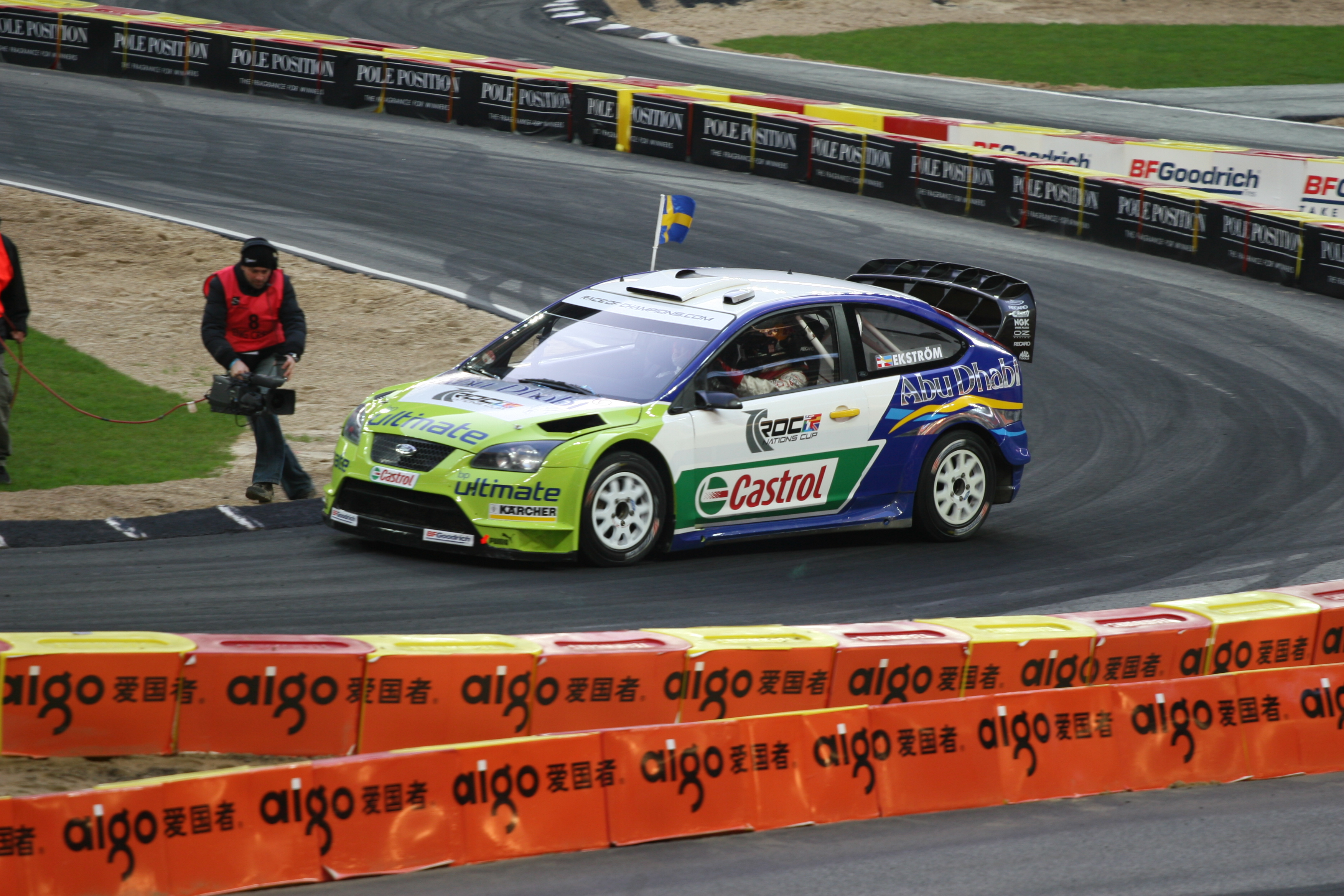
Ekström beim Race of Champions 2007

2005 gewann er zusammen mit Tom Kristensen den „Nations Cup“ des prestigeträchtigen Race of Champions (RoC) im Stade de France. 2006 (ebenfalls im Stade de France), 2007 (im Wembley-Stadion, London) und 2009 (im Nationalstadion Peking) gewann Ekström den RoC-Titel, genannt „Champion of Champions“.

### Rallycross (2013–2018)
2013 stieg Mattias Ekström in die Motorsport-Disziplin Rallycross ein. Nach einem zweiten Platz beim schwedischen Wertungslauf der Rallycross-Europameisterschaft in Höljes entstand der Plan, ein eigenes Rallycross-Team zu gründen. Beim norwegischen Lauf der FIA World Rallycross Championship 2014 in Hell debütierte das EKS-RX-Team, welches zu diesem Zeitpunkt mit zwei allradgetriebenen und fast 600 PS starken Audi-S1 Rallycross-SuperCars fester Bestandteil der sogenannten FIA World Rallycross Championship (WorldRX) war. 2016 gewann Ekström die Rallycross-Weltmeisterschaft. 2017 gelang ihm hinter Johan Kristoffersson der zweite Platz in der WM. Zur Saison 2018 baute Audi seine Unterstützung aus: Ekströms Team trägt seitdem den offiziellen Titel EKS Audi Sport. Ekström erklärte im Januar 2018 seinen Abschied aus der DTM, um sich voll dem Rallycross widmen zu können. Beim letzten Rennen der Saison 2018 in Kapstadt verkündete Mattias Ekström seinen Rücktritt aus der FIA World Rallycross Championship.

### Extreme E
Zusammen mit Claudia Hürtgen startet Ekström 2021 in der neuen Rennserie Extreme E wieder für Abt Sportsline. Das Team wird unterstützt von Cupra, deren Markenbotschafter er auch ist.

### Rallye Dakar
Seit 2021 startet Ekström bei der Rallye Dakar und fuhr in den Jahren 2022, 2023 und 2024 für Audi auf Audi RS Q e-tron.

## Persönliches
Ekströms Heimatort ist Avesta in Schweden. Er war von 1997 bis 2007 mit der schwedischen Rallye- und Rallye-Raid-Beifahrerin Tina Thörner liiert. Seit 2015 lebt Ekström mit seiner Lebensgefährtin und seinen beiden Kindern in Ellmau in Österreich.
Ekström spricht neben Schwedisch und Englisch auch fließend Deutsch.

## Statistik

### Karrierestationen
| - 1993–1994: Kartsport - 1994: Schwedischer Renault 5 Turbo Cup - 1995: Schwedischer Renault 5 Turbo Cup (Platz 2) - 1996: Schwedischer Renault 5 Turbo Cup (Meister) - 1997: STCC (Platz 2) - 1998: STCC (Platz 8) - 1999: STCC (Meister) - 1999: Deutsche STW (Platz 23) - 2000: STCC (Platz 3) - 2010: NASCAR Sprint Cup (Platz 58) - 2010: NASCAR K&N Pro Series West (Platz 80) - 2011: Blancpain Endurance Series, GT3 Pro (Platz 8) - 2013: Blancpain Endurance Series, GT3 Pro (Platz 31) - 2013: International V8 Supercars - 2021: Extreme E | - 2001: DTM (Platz 8) - 2002: DTM (Platz 3) - 2003: DTM (Platz 4) - 2004: DTM (Meister) - 2005: DTM (Platz 2) - 2006: DTM (Platz 8) - 2007: DTM (Meister) - 2008: DTM (Platz 3) - 2009: DTM (Platz 5) - 2010: DTM (Platz 5) - 2011: DTM (Platz 2) - 2012: DTM (Platz 6) - 2013: DTM (Platz 7) - 2014: DTM (Platz 2) - 2015: DTM (Platz 3) - 2016: DTM (Platz 7) - 2017: DTM (Platz 2) | - 2014: FIA World Rallycross (Platz 11) - 2015: FIA World Rallycross (Platz 6) - 2016: FIA World Rallycross (Meister) - 2017: FIA World Rallycross (Platz 2) - 2018: FIA World Rallycross (Platz 2) - 2020: FIA World Rallycross (Platz 2) - 2021: Extreme E (Platz 12) - 2021: Baja Aragon (Platz 2) |

### Einzelergebnisse in der DTM
| Saison | Team                  | Hersteller | 1   | 2   | 3   | 4   | 5   | 6    | 7   | 8   | 9   | 10  | 11  | 12  | 13  | 14  | 15  | 16  | 17  | 18  | Punkte | Rang |
| ------ | --------------------- | ---------- | --- | --- | --- | --- | --- | ---- | --- | --- | --- | --- | --- | --- | --- | --- | --- | --- | --- | --- | ------ | ---- |
| 2001   | Abt Sportsline Junior | Audi       | HO1 | NÜ1 | OSC | SAC | NOR | LAU  | NÜ2 | SPI | ZAN | HO2 |     |     |     |     |     |     |     |     | 38     | 8.   |
| 2001   | Abt Sportsline Junior | Audi       |     | 9   | 7   | 5   | 9   | 3    | 14  | 11  | DNF | 6   |     |     |     |     |     |     |     |     | 38     | 8.   |
| 2002   | Abt Sportsline        | Audi       | HO1 | ZOL | DON | SAC | NOR | LAU  | NÜR | SPI | ZAN | HO2 |     |     |     |     |     |     |     |     | 50     | 3.   |
| 2002   | Abt Sportsline        | Audi       | 2   | 4   | 3   | 7   | 3   | 2    | 10  | 11  | 1   | 2   |     |     |     |     |     |     |     |     | 50     | 3.   |
| 2003   | Abt Sportsline        | Audi       | HO1 | ADR | NÜ1 | LAU | NOR | DON  | NÜ2 | SPI | ZAN | HO2 |     |     |     |     |     |     |     |     | 46     | 4.   |
| 2003   | Abt Sportsline        | Audi       | 8   | 2   | 7   | 3   | DNF | 3    | 4   | 5   | 3   | 2   |     |     |     |     |     |     |     |     | 46     | 4.   |
| 2004   | Abt Sportsline        | Audi       | HO1 | EST | ADR | LAU | NOR | SHA1 | NÜR | OSC | ZAN | BRN | HO2 |     |     |     |     |     |     |     | 74     | 1.   |
| 2004   | Abt Sportsline        | Audi       | 3   | 2   | 1   | 1   | 4   | 3    | 2   | 5   | 1   | 1   | 6   |     |     |     |     |     |     |     | 74     | 1.   |
| 2005   | Abt Sportsline        | Audi       | HO1 | LA1 | SPA | BRN | OSC | NOR  | NÜR | ZAN | LA2 | IST | HO2 |     |     |     |     |     |     |     | 71     | 2.   |
| 2005   | Abt Sportsline        | Audi       | 5   | 4   | 2   | 1   | 2   | 3    | 1   | 2   | 1   | 12  | 7   |     |     |     |     |     |     |     | 71     | 2.   |
| 2006   | Abt Sportsline        | Audi       | HO1 | LAU | OSC | BRH | NOR | NÜR  | ZAN | BAR | LEM | HO2 |     |     |     |     |     |     |     |     | 21     | 8.   |
| 2006   | Abt Sportsline        | Audi       | DNF | DSQ | 7   | 1   | 6   | 8    | 13  | 4   | DNF | 12  |     |     |     |     |     |     |     |     | 21     | 8.   |
| 2007   | Abt Sportsline        | Audi       | HO1 | OSC | LAU | BRH | NOR | MUG  | ZAN | NÜR | BAR | HO2 |     |     |     |     |     |     |     |     | 50     | 1.   |
| 2007   | Abt Sportsline        | Audi       | 1   | 7   | 10  | 3   | 3   | 2    | 3   | 3   | DNF | 3   |     |     |     |     |     |     |     |     | 50     | 1.   |
| 2008   | Abt Sportsline        | Audi       | HO1 | OSC | MUG | LAU | NOR | ZAN  | NÜR | BRH | BAR | LEM | HO2 |     |     |     |     |     |     |     | 56     | 3.   |
| 2008   | Abt Sportsline        | Audi       | 1   | 8   | 6   | 3   | 4   | 1    | 6   | 3   | DSQ | 1   | 7   |     |     |     |     |     |     |     | 56     | 3.   |
| 2009   | Abt Sportsline        | Audi       | HO1 | LAU | NOR | ZAN | OSC | NÜR  | BRH | BAR | DIJ | HO2 |     |     |     |     |     |     |     |     | 41     | 5.   |
| 2009   | Abt Sportsline        | Audi       | 7   | 3   | 3   | 3   | 2   | 3    | 5   | 6   | 9   | DNF |     |     |     |     |     |     |     |     | 41     | 5.   |
| 2010   | Abt Sportsline        | Audi       | HO1 | VAL | LAU | NOR | NÜR | ZAN  | BRH | OSC | HO2 | ADR | SHA |     |     |     |     |     |     |     | 35     | 5.   |
| 2010   | Abt Sportsline        | Audi       | 6   | 1   | DNF | 2   | 7   | 4    | DNF | 3   | DNF | 8   | 9   |     |     |     |     |     |     |     | 35     | 5.   |
| 2011   | Abt Sportsline        | Audi       | HO1 | ZAN | SPI | LAU | NOR | NÜR  | BRH | OSC | VAL | HO2 |     |     |     |     |     |     |     |     | 52     | 2.   |
| 2011   | Abt Sportsline        | Audi       | 2   | 8   | DNF | 11  | 7   | 1    | 2   | 1   | 1   | 6   |     |     |     |     |     |     |     |     | 52     | 2.   |
| 2012   | Abt Sportsline        | Audi       | HO1 | LAU | BRH | SPI | NOR | NÜR  | ZAN | OSC | VAL | HO2 |     |     |     |     |     |     |     |     | 81     | 6.   |
| 2012   | Abt Sportsline        | Audi       | 3   | 5   | 5   | 4   | DNF | 11   | 3   | 8   | 3   | DNF |     |     |     |     |     |     |     |     | 81     | 6.   |
| 2013   | Abt Sportsline        | Audi       | HO1 | BRH | SPI | LAU | NOR | MOS  | NÜR | OSC | ZAN | HO2 |     |     |     |     |     |     |     |     | 68     | 7.   |
| 2013   | Abt Sportsline        | Audi       | DNF | 7   | 5   | 8   | DSQ | 2    | 13  | 7   | 4   | 4   |     |     |     |     |     |     |     |     | 68     | 7.   |
| 2014   | Abt Sportsline        | Audi       | HO1 | OSC | HUN | NOR | MOS | SPI  | NÜR | LAU | ZAN | HO2 |     |     |     |     |     |     |     |     | 106    | 2.   |
| 2014   | Abt Sportsline        | Audi       | 2   | 13  | 9   | 3   | 3   | 7    | DNF | DNF | 1   | 1   |     |     |     |     |     |     |     |     | 106    | 2.   |
| 2015   | Abt Sportsline        | Audi       | HO1 | HO1 | LAU | LAU | NOR | NOR  | ZAN | ZAN | SPI | SPI | MOS | MOS | OSC | OSC | NÜR | NÜR | HO2 | HO2 | 147    | 3.   |
| 2015   | Abt Sportsline        | Audi       | 12  | 1   | 3   | 2   | 17  | 4    | 13  | 7   | 5   | 1   | DNF | 3   | 14  | 11  | 10  | 11  | 9   | 2   | 147    | 3.   |
| 2016   | Abt Sportsline        | Audi       | HO1 | HO1 | SPI | SPI | LAU | LAU  | NOR | NOR | ZAN | ZAN | MOS | MOS | NÜR | NÜR | HUN | HUN | HO2 | HO2 | 107    | 7.   |
| 2016   | Abt Sportsline        | Audi       | 9   | DNF | 16  | 2   | 6   | 2    | DNF | DNF | 7   | 7   | 5   | 9   | DSQ | 4   | 19  | 1   |     |     | 107    | 7.   |
| 2017   | Abt Sportsline        | Audi       | HO1 | HO1 | LAU | LAU | HUN | HUN  | NOR | NOR | MOS | MOS | ZAN | ZAN | NÜR | NÜR | SPI | SPI | HO2 | HO2 | 176    | 2.   |
| 2017   | Abt Sportsline        | Audi       | 5   | 11  | 8   | 2   | 5   | 2    | 3   | 4   | 8   | 2   | 17* | 3   | 15  | 6   | 1   | 5   | 11  | 8   | 176    | 2.   |

| Legende  | Legende            | Legende                                                          |
| Farbe    | Abkürzung          | Bedeutung                                                        |
| -------- | ------------------ | ---------------------------------------------------------------- |
| Gold     | –                  | Sieg                                                             |
| Silber   | –                  | 2. Platz                                                         |
| Bronze   | –                  | 3. Platz                                                         |
| Grün     | –                  | Platzierung in den Punkten                                       |
| Blau     | –                  | Klassifiziert außerhalb der Punkteränge                          |
| Violett  | DNF                | Rennen nicht beendet (did not finish)                            |
| Violett  | NC                 | nicht klassifiziert (not classified)                             |
| Rot      | DNQ                | nicht qualifiziert (did not qualify)                             |
| Rot      | DNPQ               | in Vorqualifikation gescheitert (did not pre-qualify)            |
| Schwarz  | DSQ                | disqualifiziert (disqualified)                                   |
| Weiß     | DNS                | nicht am Start (did not start)                                   |
| Weiß     | WD                 | zurückgezogen (withdrawn)                                        |
| Hellblau | PO                 | nur am Training teilgenommen (practiced only)                    |
| Hellblau | TD                 | Freitags-Testfahrer (test driver)                                |
| ohne     | DNP                | nicht am Training teilgenommen (did not practice)                |
| ohne     | INJ                | verletzt oder krank (injured)                                    |
| ohne     | EX                 | ausgeschlossen (excluded)                                        |
| ohne     | DNA                | nicht erschienen (did not arrive)                                |
| ohne     | C                  | Rennen abgesagt (cancelled)                                      |
| ohne     | keine WM-Teilnahme |                                                                  |
| sonstige | P/fett             | Pole-Position                                                    |
| sonstige | 1/2/3/4/5/6/7/8    | Punktplatzierung im Sprint-/Qualifikationsrennen                 |
| sonstige | SR/kursiv          | Schnellste Rennrunde                                             |
| sonstige | *                  | nicht im Ziel, aufgrund der zurückgelegten Distanz aber gewertet |
| sonstige | ()                 | Streichresultate                                                 |
| sonstige | unterstrichen      | Führender in der Gesamtwertung                                   |

1 Das Rennen in Shanghai zählte nicht zur Meisterschaft.